# Desmognathus apalachicolae
Desmognathus apalachicolae (tên tiếng Anh: Apalachicola Dusky Salamander) là một loài kỳ giông trong họ Plethodontidae.
Nó là loài đặc hữu của Hoa Kỳ.
Các môi trường sống tự nhiên của chúng là các khu rừng ôn hòa, sông có nước theo mùa, và suối nước ngọt.
Nó bị đe dọa do mất môi trường sống.